# Região Insular da Venezuela

Região Insular

A Região Insular é uma das dez regiões geográficas tradicionais da Venezuela, que inclui todas as ilhas do país, e é formado por Nueva Esparta e as Dependências Federais.